# Патрік Дюпон
Патрік Жан-Батіст Дюпо́н (фр. Patrick Jean-Baptiste Dupond, 14 березня 1959, Париж — 5 березня 2021, там само) — французький танцівник, кіноактор та педагог, соліст балету Паризької Опери (1975—1988, з 1980 р. — прем'єр), керівник Балету Нансі (1988—1990) та балетної трупи Паризької Опери (1990—1997).

## Життєпис
Народився у Парижі 14 березня 1959 року. Мати розійшлася з батьком, коли він був ще дитиною. Хлопчик ріс активним, його записували до секцій то футболу, то дзюдо — однак Патріку не подобався спорт, він захотів займатися танцями. Через пів року після початку занять вчитель порадив батькам знайти професійного балетного педагога. Батьки, випадково познайомившись наприкінці 1967 року з прем'єром Паризької Опери Максом Боццоні та будучи його шанувальниками, звернулися до нього по допомогу. З цього моменту протягом багатьох років Дюпон займався з Боццоні, який випестував його талант. Лише у травні 1968 року через заворушення в Парижі йому довелося ненадовго перервати заняття.
Навчався в ліцеї Расіна. 1969 року, в 10-річному віці вступив до Балетної школи Паризької Опери, спочатку на тримісячні підготовчі курси, а потім й на постійній основі. Також продовжував займатися з Боццоні. У Школі його педагогом був Жильбер Маєр.
У березні 1975 року в віці неповних 16 років був прийнятий до балетної трупи, ставши наймолодшим танцівником, прийнятим в Оперу. Але його надії спочатку не справджувались — не отримуючи тих партій, на які розраховував, Патрік вирішив піти з театру. Боццоні відмовив його від цього кроку і запропонував почати готуватися до Міжнародного конкурсу артистів балету у Варні (Болгарія). 1976 року Патрік виграв золоту медаль конкурсу, після чого почав швидко просуватися кар'єрними сходами в театрі: у грудні того ж року він просунувся в ранг «коріфея», у грудні 1978 року став «першим танцівником», 1980 року отримав статус «прем'єра» Опери. Дюпон мав міцну, брутальну манеру танцю, при цьому він володів легким, зависаючим в повітрі стрибком, віртуозним піруетом, графічністю та стійкістю у позах.
Танцював у театрі з такими балеринами, як Сільві Гіллем, Марі-Клод П'єтрагала, Ізабель Герен, Клод де Вюльпіан, Ноелла Понтуа, Монік Лудьєр. Крім того, він робив активну міжнародну кар'єру, танцюючі на інших сценах з такими балеринами, як Домінік Кальфуні, Карла Фраччі (у «Ла Скала»), Кетрін Гілі, Наталія Макарова, Ніна Ананіашвілі. Працював з такими хореографами, як Рудольф Нурєєв та Елвін Ейлі. Танцював з «Балетом Моріса Бежара». 1988 року Бежар поставив для нього балет «Курозука» (1995  — нова версія балета, де його партнеркою стала Майя Плісецька).
Організував свою невелику антрепризу «Dupond et ses Stars» (Дюпон і його зірки), до якої входили солісти Опери — Сільві Гіллем, Монік Лудьєр, Фанні Гайда, Манюель Легрі, Жан-Марі Дідьє і Елізабет Купер як акомпаніатор та диригент. Гастролював з нею по усьому світі протягом двох років.
Із 1988 року керував Балетом Нансі. 1990 року, коли Дюпону був всього лиш 31 рік, П'єр Берже висунув його на посаду керівника балету Паризької Опери — він посів цей пост услід за Рудольфом Нурєєвим та сполучав адміністративну роботу з артистично кар'єрою. 1995 року він полишив керівництво через деякі розбіжності, однак потім повернувся до театру до 1997 року, коли дирекція звільнила артиста, за його власними словами, за «непокору і недисциплінованість». Танцівник погодився без згоди свого роботодавця увійти до складу журі Каннского кінофестивалю 1997 року; пізніше він домігся виплати компенсації за звільнення.
2000 року в видавництві «Фаяр» вийшла автобіографічна книга Дюпона «Зірка» (фр. Étoile).
Того ж року Дюпон серйозно постраждав в автомобільній аварії. Численні переломи змусили лікарів повідомити артисту, що він більше ніколи не зможе танцювати. Протягом двох років Дюпон жив на морфіні; потім йому знадобився рік на те, щоб вивести з тіла токсини. Незважаючи на вердикт лікарів, артист почав потроху займатися з Боццоні і зміг повернутися на сцену: 2003 року він почав виступати в мюзиклі «Повітря Парижа».
2007 року Дюпон отримав ще один сильний удар, коли його дім у Дре був знищений пожежею.
2004 року Дюпон познайомився з виконавицею східних танців, колишньою спортсменкою, Лейлою Да Роша, яка стала його супутницею життя. З того моменту він регулярно викладав в її школі танців у Суассоні та виступав в Суассоні і Сен-Кантені. Разом вони створювали постановки, в яких поєднували класичний та східний танець. У серпні 2017 року Дюпон і Да Роша оголосили про відкриття в Бордо танцювальної школи, з трирічними курсами для учнів від 10 до 20 років.
У 2018 та 2019 роках був членом журі телевізійного конкурсу «Танці з зірками» на каналі TF1.
Патрік Дюпон помер 5 березня 2021 року у Парижі в 61-річному віці.

## Особисте життя
Дюпон був відкритим геєм, проте згодом робив суперечливі заяви про те, що зробив «помилку, обравши бути геєм».
У 2004 році він зустрів Лейлу Да Роша, колишню професійну баскетболістку, яка перекваліфікувалася на танцівницю та хореографа. Хоча Дюпон завжди відкрито казав про свою гомосексуальність, зокрема в автобіографії «Зірка» (2000), він описав їхню зустріч як кохання з першого погляду.

## Репертуар (неповний список)
- Базіль, «Дон Кіхот».

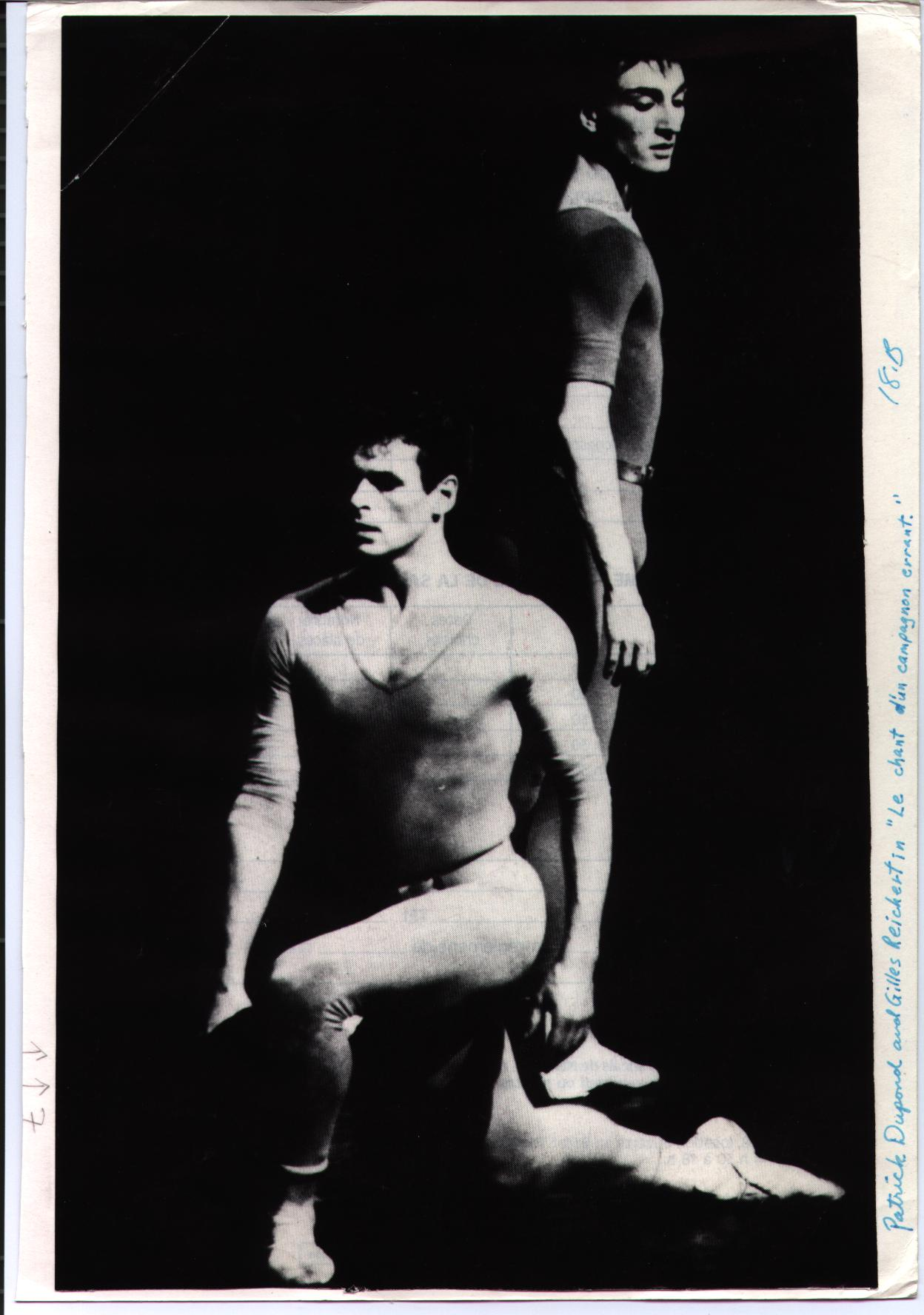
Патрік Дюпон та Жиль Рейхарт в балеті «Пісні мандрівного підмайстра», 1987.

- принц Зігфрид, «Лебедине озеро», хореографія Володимира Бурмейстера.
- Мірошник, «Трикутний капелюх», хореографія Леоніда М'ясіна.
- 1984 — Привид Рози, «Привид Рози», хореографія Михайла Фокіна, «Метрополітен-опера» (виступ з акторкою Ліліан Гіш до 100-річного ювілею театру).
- 16 квітня 1986 — «Саломея»*, хореографія Моріса Бежара, Паризька Опера.
- 1987 — «Сон літньої ночі»**, хореографія Джона Ноймаєра, Паризька Опера.
- 1987 — «Пісні мандрівного підмайстра», хореографія Моріса Бежара.
- 1988 — «Курозука»* Моріса Бежара, «Балет Бежара», театр Бунка-Кайкан, Токіо (1995 — нова версія балету для Дюпона и Майї Плісецької, Палац Шайо, Париж).
- 1989 — «Сицилійська вечірня», театр «Ла Скала» (партнерка — Карла Фраччі).
- 25 апреля 1991 — граф Альберт**, «Жізель» в редакції Патріса Бара і Євгенія Полякова, присвяченій 150-річчю вистави, Паризька Опера (Жізель — Монік Лудьєр).

(*) — перший виконавець партії.

(**) — перший виконавець при постановці в даному театрі.

## Фільмографія
- 1978 — Ніжинський, «Він був музикантом: месьє Стравінський» (телефільм, режисер Роже Анен).
- 1988 — Patrick Dupond at work (документальний фільм, режисер Андре Лабар).
- 1989 — Les Enfants de la danse (документальний фільм, режисер Дірк Сандерс).
- 1990 — Шико, «Танцювальна машина» (художній фільм, режисер Жиль Беа).
- 1994 — Franck Veaujour, Danse avec la vie (режисер Мішель Фавар).
- 2001 — менестрель, «Плащ і кинджал» (телесеріал).
- 2010 — Patrick Dupond — Un Défi (документальний фільм).